# Saltimbocca

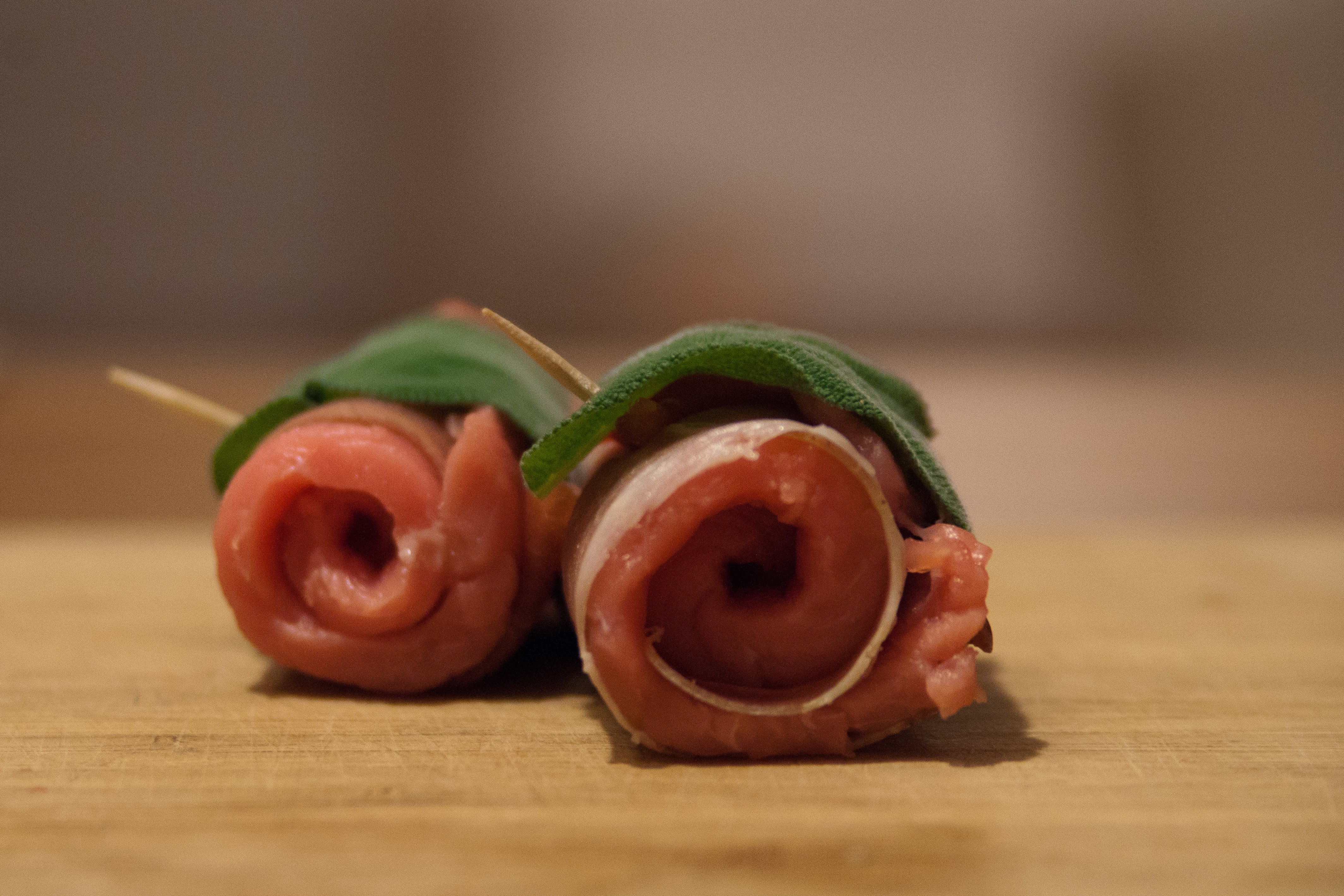
Saltimbocca

O saltimbocca é um prato da cozinha tradicional italiana. São características italianas a aromatização com sálvia e a fritura em óleos. Os saltimbocca são escalopes de vitela envolvidos em farinha, folhas de sálvia e presunto que são fritos em óleo bem quente. Ninguém tem de lutar com eles para os comer: saltam, por assim dizer, sozinhos para a boca, daí o nome destes escalopes feitos com sálvia: «salta para a boca».